# 大光電機
大光電機株式会社（だいこうでんき）は、照明器具、照明設備を製造、販売する日本の企業。ブランド名はDAIKO。みどり会の会員企業であり三和グループに属している。

## 概要
本社は大阪市中央区高麗橋。照明器具専門メーカーの中では大手クラスで、店舗用と一般向家庭用器具を中心に幅広い種類の器具を扱う。現在生産中の照明器具は一般住宅向け・オフィス&店舗向け共にLED製品となっており、蛍光灯・電球形蛍光灯・白熱電球（ミニクリプトン含む）を用いる従来型器具生産は（大光純正の別売り汎用リモコンも含め）2018年限りで完全終了した（大光純正リモコンの現行モデルは白熱灯・電球形蛍光灯・蛍光灯を用いる旧モデルの操作不可。従来型ランプ器具の補修用性能部品供給も完全終了となり、故障した場合は最新LED器具へ買い換えとなる）。LED電球器具では「東芝ライテック専用」・「三菱電機照明専用」など使用ランプメーカー指定がされている製品があるが、実際は（カバーなどに当たらず）器具に適合する物であれば、国内メーカー殆どのLED電球が使用可能となっている（LED電球器具では従来型ランプの白熱灯・電球形蛍光灯使用不可。かつて生産されていた白熱電球および電球形蛍光灯器具にも「使用ランプメーカーが指定されていたモデル」があったが、そちらも器具に適合する物であれば、国内メーカー殆どのLED電球が使用可能）。またLEDシーリングライトの一部モデルは（リモコン用お試し乾電池も含め）パナソニック ライティングシステムズと東芝ライテックよりOEM供給を受けている。リモコン操作対応機種の現行モデルは全機種「専用の大光純正リモコン」と「紛失防止用壁掛けホルダーおよび固定用木ネジ&両面テープ」が付属されているが、取説は本体・リモコン双方で別々に作成されている（パナソニックOEMモデルは、リモコンによる操作方法も取説本編に掲載。かつて生産されていた蛍光灯・電球形蛍光灯・白熱電球シーリングライトは「リモコンが付属の機種と別売りの機種」とに二分されていた）。LEDシーリングライトの現行モデルは全機種「リモコンおよび壁スイッチで操作するモデル」と「壁スイッチで操作するモデル」の2系統へ集約され、引きひもを用いるモデルはペンダント器具も含め全機種生産を終了した（ペンダント器具の現行モデルは「壁スイッチで操作する機種」と「リモコンおよび壁スイッチで操作する機種」の2系統のみ）。このため壁スイッチの無い部屋へ大光製LEDシーリングライトやペンダントを取り付ける場合、「壁スイッチの増設や新設を電器店や電気工事業者へ依頼」する必要がある。
ランプ・スイッチ・引掛シーリングの自社生産は行っておらず、ランプは主にパナソニック ライティングデバイス・東芝ライテック・日立グローバルライフソリューションズ・三菱電機照明・ホタルクスから供給を受けている（大光製品に適合する壁スイッチメーカーはパナソニックと神保電器のみ。リモコン対応機種のリモコン用お試し乾電池は主にパナソニック・マクセルより供給）。大光製品の販売・納品先は電材店・建材店・住宅メーカー・電気工事店・内装店・リフォーム業者・上下水道工事業者・オフィス・店舗などが中心で、量販店ではあまり扱われていない。また大光製品の直販サイトは開設されておらず、大光製品の購入は基本的に（サービスパーツも含め）量販店・電器店・一般ネット通販サイト経由となる。
なお日立グローバルライフソリューションズが2022年12月限りで住宅用LED照明器具生産より撤退。三菱電機照明・東芝ライテック・ホタルクスが照明器具生産体制を以前より縮小（一般家庭用玄関灯・浴室灯自社生産より撤退）したため、東芝ストアー・日立チェーンストール・三菱電機ストアー・シャープフレンドショップにも大光製品が供給されている。
詳しい製品情報は全て「カタログ&取扱説明書をダウンロード」する形でのみ閲覧可能となっており、HPでは「会社概要」・「採用情報&先輩社員の声」・「事業拠点一覧」・「大光製品納入事例」・「アフターサービスおよび製品使用上の注意事項」を中心に掲載している。2024年度からは従来の紙カタログを廃止して「WEBカタログへの一本化」を進めており、量販店の店頭に大光製品のカタログは置かれなくなっている。

## 沿革
- 1926年（大正15年）9月 - 田中寿雄により大光電機製作所として創業。
- 1948年（昭和23年）5月 - 改組し大光電機株式会社として設立。
- 1976年（昭和51年）5月 - 北海道江別市に江別配送センターを開設。
- 1980年（昭和55年）4月 - 大阪府東大阪市に東大阪配送センターを開設。
- 1990年（平成2年）12月 - 大阪府東大阪市に技術センターを開設。
- 2011年（平成23年）5月 - 中国上海市にTACT上海事務所を開設。
- 2015年（平成27年）9月 - 大阪府東大阪市にDAIKO中央商品センターを開設。
- 2017年（平成29年）4月 - 大阪府東大阪市に技術研究所を開設。

## 国内主要取引企業
- アイフルホーム
- アイリスオーヤマ
- ホタルクス
- クリナップ
- シャープ
- 積水ハウス
- 大和ハウス工業
- タカラスタンダード
- DCMホールディングス
- ツインバード
- 土屋ホーム
- 東芝ライテック
- TOTO
- トクラス
- トヨタホーム
- 日本ハウスホールディングス
- ハウステック
- パナソニック ライティングデバイス
- 日立グローバルライフソリューションズ
- 富士工業
- ミサワホーム
- 三菱電機照明
- 矢崎総業
- 山善
- 山田照明
- ユーイング
- リクシル